# Údine
Údine (en italiano: Udine, en friulano: Udin; en esloveno: Videm; en alemán: Weiden) es una ciudad italiana, capital de la provincia homónima y perteneciente a la región de Friul-Venecia Julia. La ciudad de Údine fue la capital de la región histórica del Friul, que se corresponde con aproximadamente el 90% de la actual región autónoma de Friul-Venecia Julia. A fecha de 2025, la ciudad cuenta con una población de 98 320 habitantes, que asciende hata 176 000 al considerar toda el área urbana. Se extiende sobre una superficie de 56 km², alcanzando una densidad de población de 1692 hab/km². Limita con Campoformido, Pasian di Prato, Pavia di Udine, Povoletto, Pozzuolo del Friuli, Pradamano, Reana del Rojale, Remanzacco y Tavagnacco.

## Historia

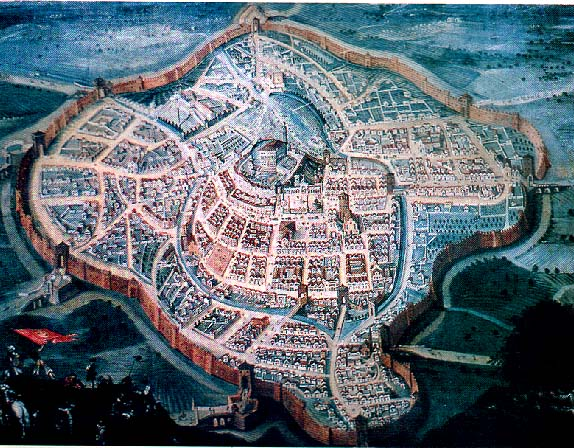
Mapa de la ciudad de Údine en 1650.

Los orígenes de Údine, uno de los centros principales del norte de Italia, son inciertos. La zona ha estado habitada desde el Neolítico, probablemente colonizada por celtas. Tras la caída del Imperio Romano de Occidente, la zona creció en importancia (tras la decadencia de Aquilea y más tarde también de Cividale). La primera mención al nombre de Údine se halla en un documento del año 983 redactado por el emperador Otón II. En la Alta Edad Media era tan solo uno de los numerosos castillos de la región, hasta que en 1238 se convirtió en sede patriarcal del Patriarcado de Aquilea. A principios del siglo siguiente, fue protagonista de luchas contra Goricia y Treviso.
En el siglo XV, Údine fue conquistada por la República de Venecia y pasó a control veneciano permaneció bajo control veneciano hasta 1797, siendo la segunda ciudad más grande del estado. Tras la caída de la República de Venecia, formó parte de la provincia véneta de los Habsburgo (1798-1805). Tras la breve dominación francesa que le siguió como parte del Reino de Italia napoleónico, formó parte del Reino de Lombardía-Venecia, y se incorporó al recién formado Reino de Italia en 1866.
Durante la Primera Guerra Mundial, hasta la derrota en la batalla de Caporetto, el alto mando italiano tenía su base en Údine, apodada Capitale della Guerra («Capital de la guerra») y la Parigi del Fronte («la París del frente»). Tras la guerra, se convirtió en la capital de una provincia que existió brevemente (la provincia del Friul), que incluía las actuales provincias de Goricia, Pordenone y Údine. Tras la rendición de Italia a los Aliados en la Segunda Guerra Mundial el 8 de septiembre de 1943, la ciudad quedó bajo administración alemana directa, que cesó en abril de 1945.
En 1971, la ciudad fue laureada con el Premio de Europa, una distinción otorgada anualmente por el Consejo de Europa, desde 1955, a aquellos municipios que hayan hecho notables esfuerzos para promover el ideal de la unidad europea.

## Clima
| Parámetros climáticos promedio de Údine (normales 1971–2000, extremos 1969–presente) | Parámetros climáticos promedio de Údine (normales 1971–2000, extremos 1969–presente) | Parámetros climáticos promedio de Údine (normales 1971–2000, extremos 1969–presente) | Parámetros climáticos promedio de Údine (normales 1971–2000, extremos 1969–presente) | Parámetros climáticos promedio de Údine (normales 1971–2000, extremos 1969–presente) | Parámetros climáticos promedio de Údine (normales 1971–2000, extremos 1969–presente) | Parámetros climáticos promedio de Údine (normales 1971–2000, extremos 1969–presente) | Parámetros climáticos promedio de Údine (normales 1971–2000, extremos 1969–presente) | Parámetros climáticos promedio de Údine (normales 1971–2000, extremos 1969–presente) | Parámetros climáticos promedio de Údine (normales 1971–2000, extremos 1969–presente) | Parámetros climáticos promedio de Údine (normales 1971–2000, extremos 1969–presente) | Parámetros climáticos promedio de Údine (normales 1971–2000, extremos 1969–presente) | Parámetros climáticos promedio de Údine (normales 1971–2000, extremos 1969–presente) | Parámetros climáticos promedio de Údine (normales 1971–2000, extremos 1969–presente) |
| Mes                                                                                  | Ene.                                                                                 | Feb.                                                                                 | Mar.                                                                                 | Abr.                                                                                 | May.                                                                                 | Jun.                                                                                 | Jul.                                                                                 | Ago.                                                                                 | Sep.                                                                                 | Oct.                                                                                 | Nov.                                                                                 | Dic.                                                                                 | Anual                                                                                |
| ------------------------------------------------------------------------------------ | ------------------------------------------------------------------------------------ | ------------------------------------------------------------------------------------ | ------------------------------------------------------------------------------------ | ------------------------------------------------------------------------------------ | ------------------------------------------------------------------------------------ | ------------------------------------------------------------------------------------ | ------------------------------------------------------------------------------------ | ------------------------------------------------------------------------------------ | ------------------------------------------------------------------------------------ | ------------------------------------------------------------------------------------ | ------------------------------------------------------------------------------------ | ------------------------------------------------------------------------------------ | ------------------------------------------------------------------------------------ |
| Temp. máx. abs. (°C)                                                                 | 18.6                                                                                 | 23.2                                                                                 | 25.6                                                                                 | 29.5                                                                                 | 33.2                                                                                 | 36.2                                                                                 | 38.2                                                                                 | 37.0                                                                                 | 34.4                                                                                 | 29.8                                                                                 | 25.3                                                                                 | 17.4                                                                                 | 38.2                                                                                 |
| Temp. máx. media (°C)                                                                | 7.7                                                                                  | 9.8                                                                                  | 13.5                                                                                 | 17.1                                                                                 | 22.3                                                                                 | 25.6                                                                                 | 28.2                                                                                 | 28.4                                                                                 | 24.1                                                                                 | 18.6                                                                                 | 12.6                                                                                 | 8.5                                                                                  | 18.0                                                                                 |
| Temp. media (°C)                                                                     | 3.7                                                                                  | 5.0                                                                                  | 8.4                                                                                  | 12.0                                                                                 | 17.1                                                                                 | 20.3                                                                                 | 22.7                                                                                 | 22.6                                                                                 | 18.7                                                                                 | 13.7                                                                                 | 8.2                                                                                  | 4.5                                                                                  | 13.1                                                                                 |
| Temp. mín. media (°C)                                                                | -0.4                                                                                 | 0.3                                                                                  | 3.4                                                                                  | 7.0                                                                                  | 11.8                                                                                 | 15.0                                                                                 | 17.1                                                                                 | 16.9                                                                                 | 13.3                                                                                 | 8.8                                                                                  | 3.7                                                                                  | 0.5                                                                                  | 8.1                                                                                  |
| Temp. mín. abs. (°C)                                                                 | -14.6                                                                                | -11.6                                                                                | -10.0                                                                                | -4.8                                                                                 | 1.4                                                                                  | 5.6                                                                                  | 8.2                                                                                  | 6.6                                                                                  | 3.0                                                                                  | -3.2                                                                                 | -8.4                                                                                 | -18.6                                                                                | -18.6                                                                                |
| Precipitación total (mm)                                                             | 74.9                                                                                 | 61.6                                                                                 | 86.2                                                                                 | 119.0                                                                                | 118.2                                                                                | 137.9                                                                                | 81.2                                                                                 | 79.1                                                                                 | 124.3                                                                                | 134.5                                                                                | 108.1                                                                                | 85.9                                                                                 | 1210.9                                                                               |
| Días de precipitaciones (≥ 1.0 mm)                                                   | 6.2                                                                                  | 5.2                                                                                  | 7.6                                                                                  | 9.8                                                                                  | 10.8                                                                                 | 10.5                                                                                 | 7.8                                                                                  | 7.2                                                                                  | 7.3                                                                                  | 8.3                                                                                  | 7.2                                                                                  | 6.7                                                                                  | 94.6                                                                                 |
| Fuente: Servizio Meteorologico                                                       |                                                                                      |                                                                                      |                                                                                      |                                                                                      |                                                                                      |                                                                                      |                                                                                      |                                                                                      |                                                                                      |                                                                                      |                                                                                      |                                                                                      |                                                                                      |

## Patrimonio
- Plaza de la Libertad

En italiano Piazza Libertà. Está rodeada por nobles edificios de épocas diversas: el Arco Bollani, proyectado por Palladio en 1555, el Pórtico de San Juan, con la alta Torre del Reloj, construido en el siglo XVI y el Palacio del Comune de estilo gótico (1456).
- Castillo

Fue erigido en el siglo XVI con proyecto de Fontana; la entrada principal está precedida por una escalinata de Giovanni da Udine.
- Catedral

El duomo fue construido entre los siglos XIII y XIV y reconstruido en el periodo barroco; el portal de enmedio es del siglo XIV. En su interior hay pinturas de Tiépolo, Pordenone (pintor) y Vitale da Bologna.
- Oratorio de la Pureza

En italiano Oratorio della Purità. Construcción del siglo XVIII cuyo interior está adornado con una serie de frescos de Giambattista Tiépolo y de su hijo Giandomenico.

## Cultura
En Údine se encuentra la Universidad de Údine. El Palacio Arzobispal y el Museo Cívico tienen importantes pinturas. La ciudad, además, tiene un teatro, el Teatro Giovanni da Udine y el jardín botánico Orto Botanico Friulano.
Importantes festivales, incluido el Festival Vino y Comida, realizado en septiembre, Friuli D.O.C., y en abril el mayor festival Europeo de cine popular del Este de Asia, Far East Film Festival, se realizan en la ciudad.
El asteroide (33100) Udine fue nombrado en honor a la ciudad.

## Demografía
| Gráfica de evolución demográfica de Údine entre 1861 y 2011 |
|                                                             |
| Fuente ISTAT - elaboración gráfica de Wikipedia             |

## Economía
Údine es importante para el comercio y cuenta con varios centros comerciales. Asimismo hay industrias mecánicas y de hierro.

## Deportes
El club de fútbol local se llama Udinese Calcio, y fue fundado en 1896. Actualmente juega en la máxima división del fútbol italiano (Serie A). Sus partidos los disputa en el Estadio Friuli.

## Ciudades hermanadas
Údine está hermanada con las siguientes ciudades:
- Albacete (España)
- Esslingen am Neckar (Alemania)
- Klagenfurt (Austria, acuerdo de cooperación)
- Maribor (Eslovenia)
- Neath Port Talbot (Reino Unido)
- Norrköping (Suecia)
- Resistencia (Argentina, acuerdo de cooperación)
- Schiedam (Países Bajos)
- Timişoara (Rumanía)
- Vienne (Francia)
- Villach (Austria)
- Setúbal (Portugal)

## Fotos de Údine

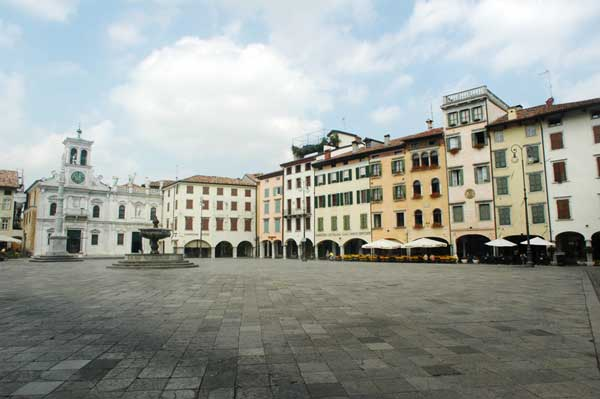
Plaza de Santiago (Piazza San Giacomo)
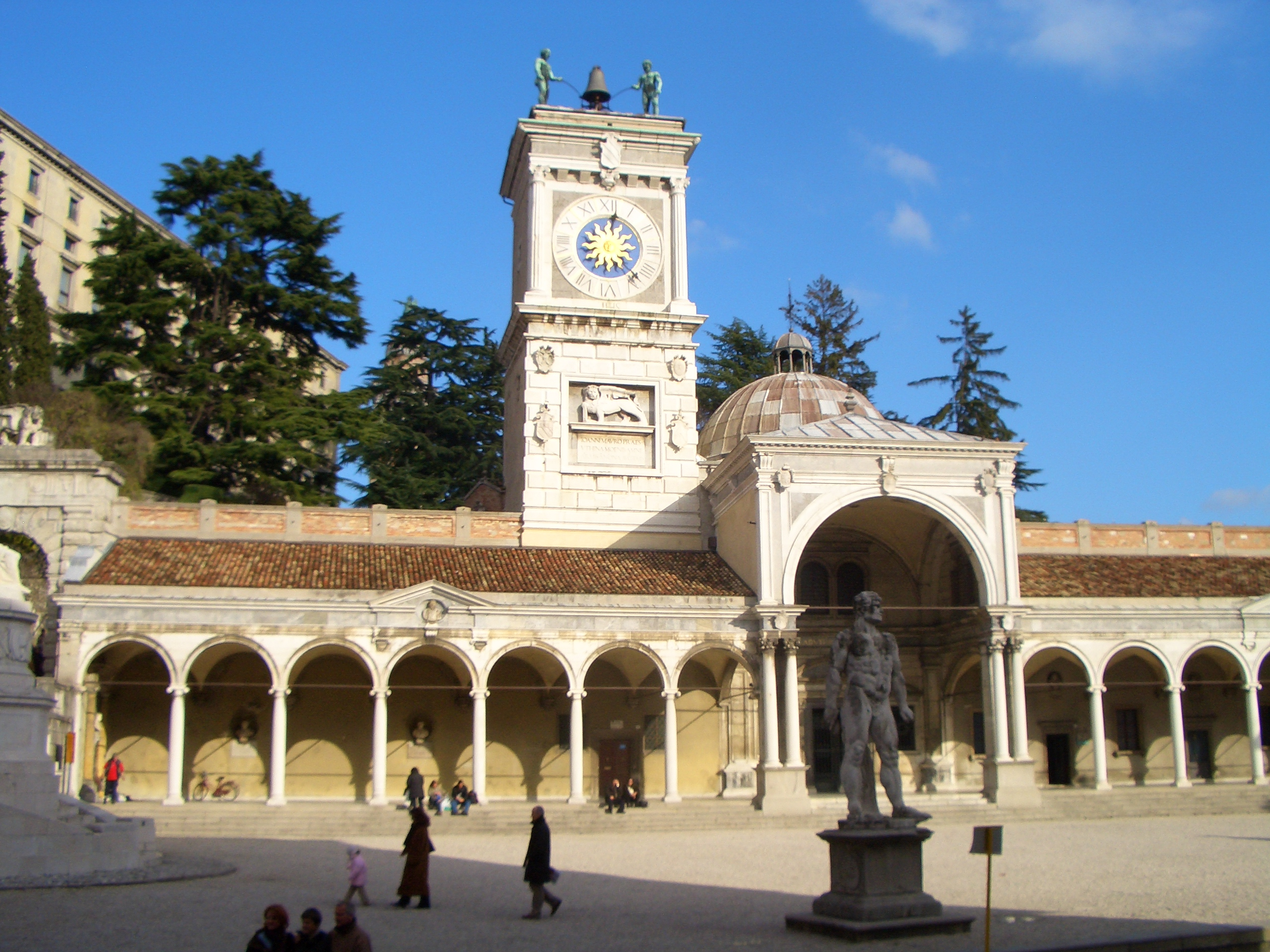
Plaza de la Libertad (Piazza Libertà)